# Onthophagus compactus
Onthophagus compactus là một loài bọ cánh cứng trong họ Bọ hung (Scarabaeidae).